# Saint-Martin-de-Ribérac
Saint-Martin-de-Ribérac è un comune francese di 707 abitanti situato nel dipartimento della Dordogna nella regione della Nuova Aquitania.

## Società

### Evoluzione demografica
Abitanti censiti